# Вікове дерево верби
Вікове дерево верби — ботанічна пам'ятка природи місцевого значення. Об'єкт розташований на території Звенигородського району Черкаської області, село Дацьки.
Площа — 0,01 га, статус отриманий у 2000 році.
Охороняється дерево верби білої висотою 17 метрів, обхватом стовбура 5,3 метри, віком 150-160 років. Залишок межової або алейної посадки часів скасування кріпацтва у Російській імперії.